# Saschiz
Saschiz (alemany: Keisd; hongarès: Szászkézd, Pronunciació hongaresa: [ˈsaːskeːzd]; Dialecte saxó de Transsilvània: Kisd) és un municipi del comtat de Mureș, Transsilvània (Romania). Té una població de 2.048 habitants: un 88% de romanesos, un 5% d'alemanys, un 4% d'hongaresos i un 3% de gitanos. Està compost per tres pobles: Cloașterf, Mihai Viteazu (Zoltan fins al 1932) i Saschiz.
Saschiz, amb la seva església del segle XV, forma part dels pobles del Patrimoni Mundial amb esglésies fortificades a Transsilvània, designats el 1999 per la UNESCO.
| En romanès    | En alemany | En hongarès |
| ------------- | ---------- | ----------- |
| Cloașterf     | Klosdorf   | Miklóstelke |
| Mihai Viteazu | Zoltendorf | Zoltán      |
| Saschiz       | Keisd      | Szászkézd   |

## Fills il·lustre
- Ion Dacian, compositor

## Galeria

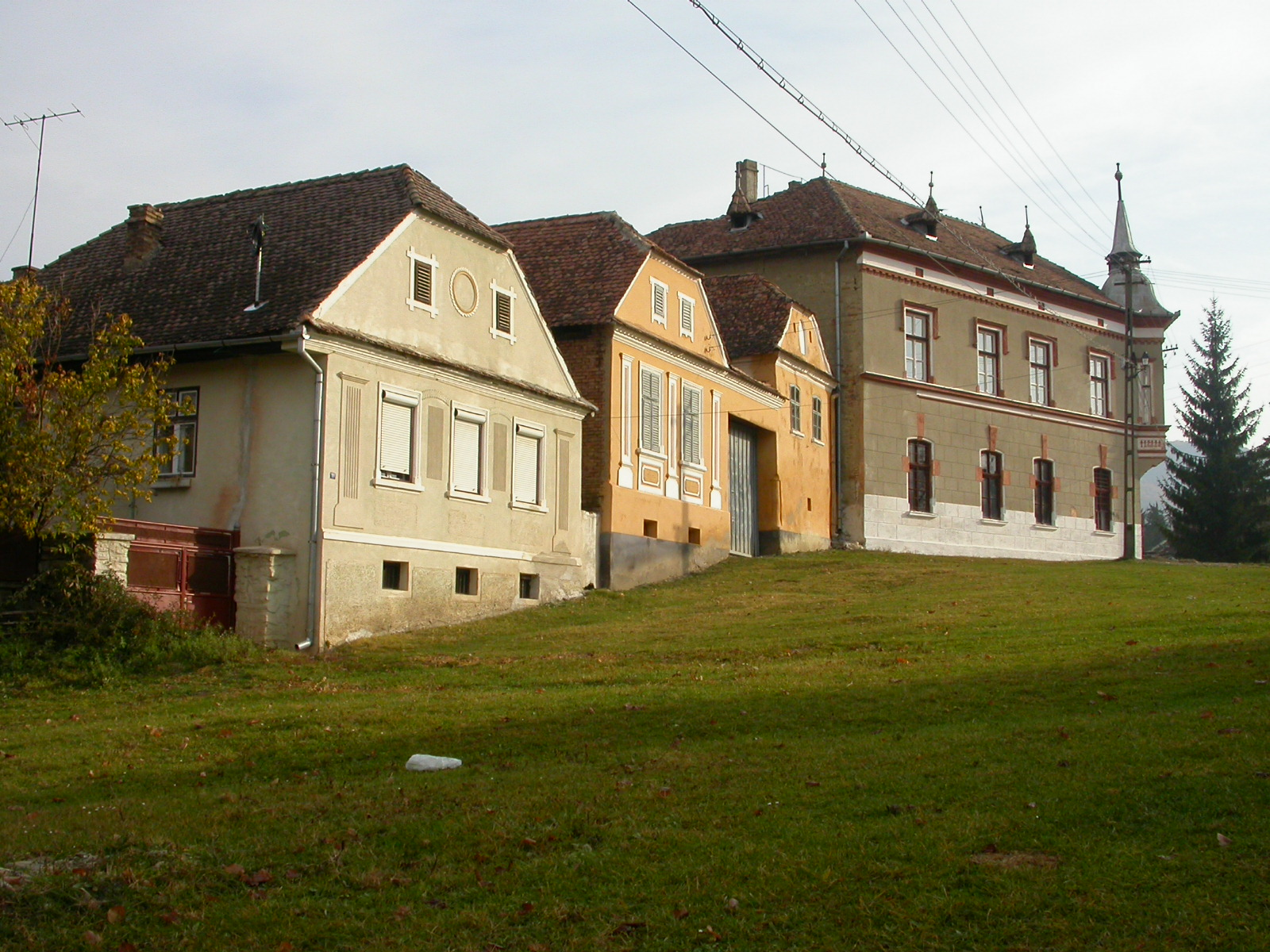
Lloc rural
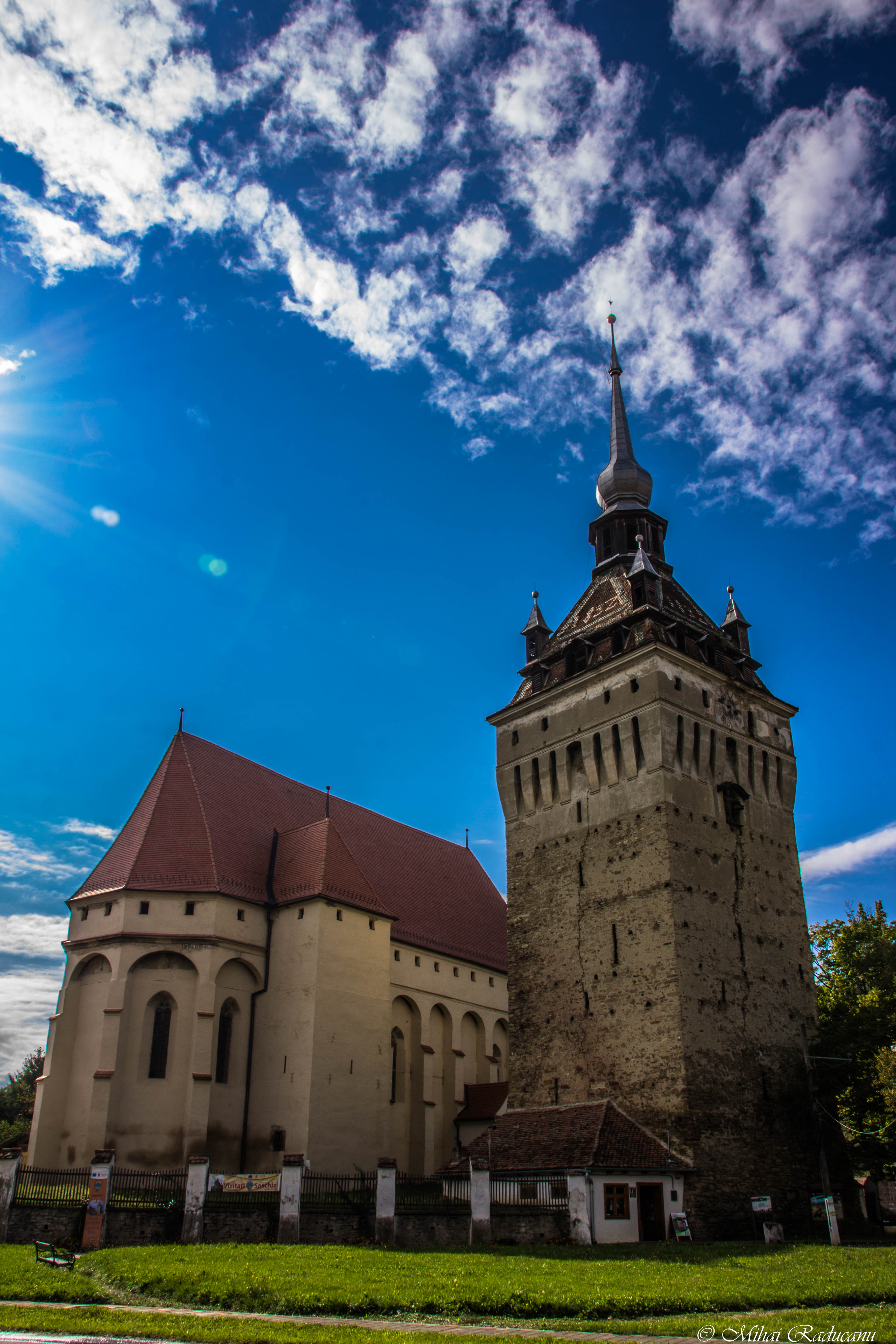
Església luterana